# Отступление ледников
Отступление ледников (современная дегляциация) — явление таяния и деградации ледников, изучаемое с середины XIX века. Уменьшение площади ледников по всему миру влияет на наличие стабильных источников пресной воды, существование горных экосистем, использование окружающих территорий человеком и, в долгосрочной перспективе, уровень воды в океанах. Текущая дегляциация является одним из наиболее актуальных вопросов гляциологии.

## Описание
Самые заметные потери оледенения наблюдаются в горных хребтах умеренных и тропических широт, таких как Тянь-Шань, Гималаи, Альпы, Скалистые горы. Ледники субэкваториальных и экваториальных вершин, таких как вулкан Килиманджаро, горы Рувензори, Кения, Джая, северные части Анд — Сьерра-Невада-Де-Мерида, Сьерра-Невада-Де-Санта-Марта, Де Кукуй — и многие вулканы Мексики, Колумбии и Эквадора, доживают последние десятилетия. Часто отступление ледников используется для получения косвенных данных о составе воздуха и его температуре в современности и в прошлые времена, но динамика языков ледников не всегда является индикатором баланса массы — основной характеристики состояния ледника.

## История
В течение Малого ледникового периода, примерно с 1550 до 1850 годов, среднемировые температуры воздуха были несколько ниже современных. После середины XIX века баланс массы многих ледников планеты принял отрицательные значения, что отразилось на уменьшении площади и массы ледников, в основном из-за возросшей абляции в языковой части. Это отступление замедлилось или даже прекратилось в течение недолгого периода стабилизации между 1950 и 1990 годами (многие ледники гор Св. Ильи, ледниковых покровов Патагонии, Скандинавии имеют положительный баланс массы и по настоящее время, проявляют наступление языков, утолщение областей аккумуляции).
Начиная с 1980-х гг. значительное глобальное потепление привело к новому, гораздо более активному таянию ледников по всему миру, в результате чего многие из них уже исчезли, а существование многих других находится под значительной угрозой. В некоторых районах, таких как Анды и Гималаи, исчезновение ледников будет иметь значительные последствия для обеспечения пресной водой окружающего населения и местных экосистем. Современное разрушение выводных и шельфовых ледников Антарктиды, Канадской Арктики, Гренландии, ускоряемое механической абляцией, вызывает повышение уровня океана на ощутимые значения (3,2 мм в год с 1990-х, или от 0,4 до 3 метров до конца XXI века в зависимости от вариантов антропогенной деятельности), что будет иметь негативные последствия для прибрежных районов всего мира.
Текущий преимущественно отрицательный баланс массы ледников связан с увеличением среднегодовых температур воздуха, большей частью вызванных некоторыми циклами, в том числе Миланковича и солнечными и, возможно, деятельностью человека.
В рамках истории четвертичного периода современная дегляциация находит множество аналогов.